# Elkin Díaz
Elkin José Díaz Rodríguez (Cúcuta, Norte de Santander, 26 de marzo de 1965), conocido como Elkin Díaz, es un actor colombiano

## Biografía
Aunque llegó a la actuación casi por casualidad, lleva más de 25 años en el oficio, destacándose por su talento y la fuerza que imprime a sus personajes en cine, teatro y televisión, logrando en los tres formatos una importante trayectoria. Vuelve a la pantalla grande en Gordo, calvo y bajito de Carlos Osuna, interpretando a Yovanny Celis, un motivador personal que le ayuda a superar los miedos con terapias de abrazos.
Es bachiller del colegio San Ignacio de Loyola de Cúcuta y egresado de la Escuela Nacional de Arte Dramático, a donde llegó porque un amigo suyo lo inscribió y fue  uno de los 20 elegidos entre 130 aspirantes. «Hoy sé que, para ser actor, hay que ser sincero porque uno trabaja con el alma y hay que desnudarse interiormente. Ahí está la belleza del artista. Tal vez por eso mismo pasé«, aseguró a una revista colombiana a principios del año 2000. Desde entonces Elkin Díaz ha demostrado ser un actor versátil capaz de encarnar personajes que perdurarán en la memoria de los espectadores. Nunca se preocupó por entrar a la televisión; más bien, su vida transcurría en las tablas en medio de ensayos y estudios. Por eso fue de los primeros en animarse cuando Pawel Nowicky abrió la Corporación de Teatro, de la cual también hicieron parte Robinson Díaz, Ana María Sánchez y John Alex Toro, y que representó a Colombia en eventos tan grandes como las primeras Olimpiadas de Teatro, en Japón. Elkin también ha participado en festivales de teatro como el Iberoamericano de Bogotá, el de Cádiz, de Madrid, de Barcelona, Río de Janeiro, entre otros.
Dentro de su carrera en las tablas, ha participado en los montajes de El público de Federico García Lorca, El Casamiento y Transatlántico de Vitol Gombrowich, Escuela de mujeres y Don Juan de Molière, La tempestad y Hamlet de William Shakespeare, Frankestain, La hojarasca de Gabriel García Márquez, Los demonios de Fiódor Dostoyevski, Drácula de Bram Stoker, la creación colectiva Porque el Teatro en bog es imposible, Último Rostro de Álvaro Mutis, y Las Convulsiones de Vargas Tejada, entre otros.

## Carrera
En televisión comenzó en El último beso (1993), y luego vendrían Candela (1994), Como Pedro por su casa, La familia del alcalde, Prisioneros del amor (1997), ¡Ay cosita linda mamá! (1998), La guerra de las Rosas (1999), María Madrugada (2002), Dora la celadora (2004), Pocholo (2007) con Caracol Televisión; Juegos prohibidos (2006) de Teleset; El último matrimonio feliz (2008) que le valió el premio India Catalina a Mejor Actor Antagónico, Allá te espero (2011), A mano limpia (2011) de RCN Televisión; y El capo (2009) de FoxTelecolombia.
Su primera participación en cine la hizo protagonizando, junto a Juanita Acosta, la película Es mejor ser rico que pobre (1999) de Ricardo Coral-Dorado, para posteriormente hacer parte de El rey (2004) de José Antonio Dorado Zúñiga, El arriero (2008) de Guillermo Calle, La pasión de Gabriel (2009) de Luis Alberto Restrepo, Gordo, calvo y bajito (2012) de Carlos Osuna, La lectora (2012) de Ricardo Gabrielli, y es el protagonista de Fábula de una conspiración (2012), producción hispano-colombiana dirigida por Carlos Varela.

## Filmografía

### Televisión
- Ventino: el precio de la gloria (2023) — Ernesto
- Sin la luz perpetua (2021) — Gilberto
- Infierno en la torre negra (2021)
- El general Naranjo (2020) — Azuero
- Inmigrantes (2019)
- Cuatro caminos (2018)
- Sitiados (2018) — Tisquesusa
- Sobreviviendo a Escobar, alias JJ (2017) — Abel Mahecha
- Bloque de búsqueda (2016) — Gonzalo Largacha 'El Cuate'
- La Diosa (2014) - Luis
- Contra el tiempo (2016) — Enrique Blanco
- Lynch (2013)
- Allá te espero (2013) — Félix Cascavita
- Tres Caínes (2013) — Vicente Castaño
- A mano limpia (2010-2013) — Pastor Jiménez
- La Pola (2010-2011) — José Antonio Galán
- El capo (2009-2010) — Hernán 'Nacho' León Jaramillo
- El último matrimonio feliz (2008-2009) — Jesús Espinósa Cordero
- Aquí no hay quien viva (2008-2009) — Jesús
- Pocholo (2007-2008) — Elkin Niño
- Criminal (2006) — Un episodio
- Juegos prohibidos (2005-2006) — Giancarlo Calderón
- Dora, la celadora (2004-2005) — Roberto
- La saga, negocio de familia (2004-2005)
- Como Pedro por su casa (2003)
- Maria Madrugada (2002) — Enrique Iglesias
- El inútil (2001-2002)
- La guerra de las Rosas (1999-2000) — Hugo Rojas
- Ay cosita linda mamá (1998) — Toño Moreno
- La familia del alcalde (1998) — Mico
- Prisioneros del amor (1997) — Teniente Bruno
- Candela (1994-1995)
- El último beso (1993)

## Cine
- Estimados señores (2024) — Forero
- Memoria (2021) — Hernán Bedoya
- Revenge Strategy (2016) — Carlos
- Shakespeare (2014)
- Aguas rojas (2014) — Dr. Andres Contreras Sr.
- Fábula de una conspiración (2012) —
- La lectora (2012) — Richard
- Gordo, calvo y bajito (2012) — Yovanny Celis
- El arriero (2009) —
- La pasión de Gabriel (2008) — Comandante Efraín
- El rey (2004) — Camarada
- El carro (2003) — Motel Watchman
- Es mejor ser rico que pobre (1999) — Carlos

## Premios y nominaciones

### Premios TVyNovelas
| Año  | Categoría                            | Telenovela o serie | Resultado |
| ---- | ------------------------------------ | ------------------ | --------- |
| 2014 | Mejor actor antagónico de telenovela | Allá te espero     | Ganador   |
| 2013 | Mejor Actor Reparto de Serie         | A mano limpia 2    | Nominado  |
| 2010 | Mejor actor antagónico de telenovela | El capo            | Ganador   |

### Premios India Catalina
| Año  | Categoría                                               | Telenovela o serie         | Resultado |
| ---- | ------------------------------------------------------- | -------------------------- | --------- |
| 2014 | Mejor actor de reparto de telenovela o serie            | Tres Caínes                | Nominado  |
| 2009 | Mejor actor antagónico de telenovela, serie o miniserie | El último matrimonio feliz | Ganador   |